# Pseudohaje nigra
Pseudohaje nigra là một loài rắn trong họ Rắn hổ. Loài này được Günther mô tả khoa học đầu tiên năm 1858.